# Hamídijské masakry

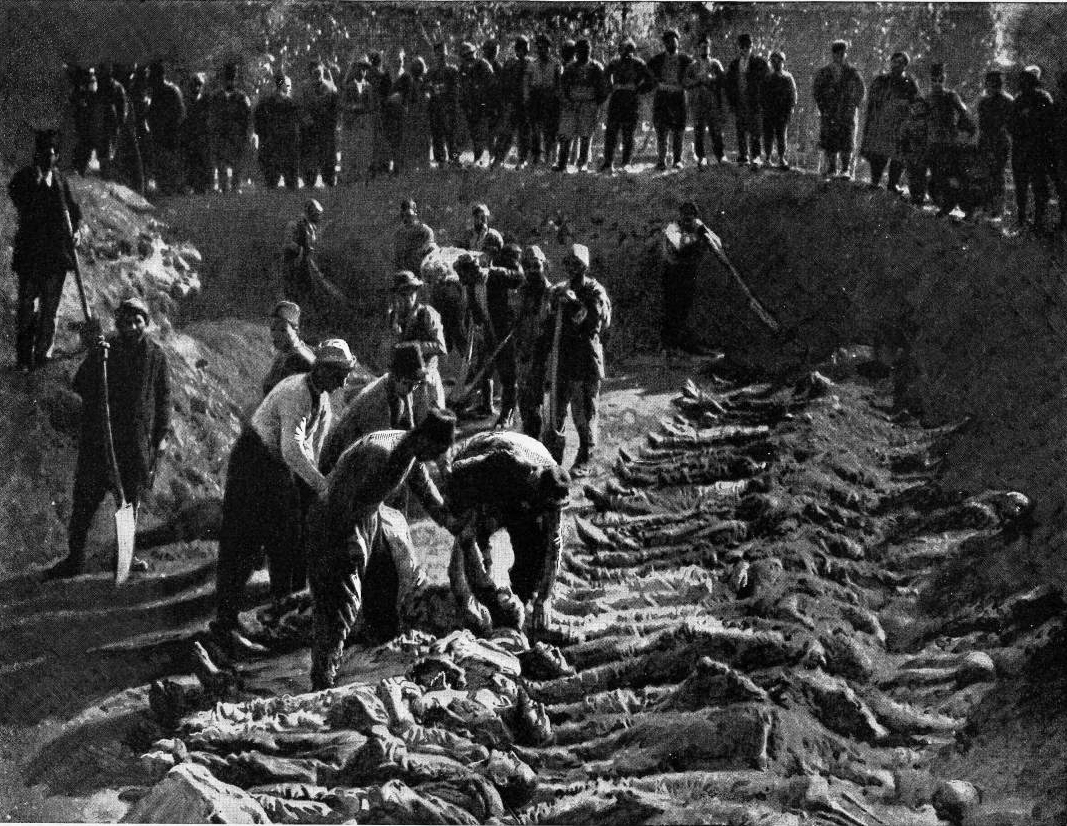
Pohřbívání obětí do masového hrobu ve městě Erzurum

Arménské řeže byly sérií násilností spáchanou na Arménech žijících na území Osmanské říše. Probíhaly v letech 1894–1896 a o život při nich přišlo 100–300 tisíc lidí. Došlo k nim za vlády sultána Abdulhamida II., podle nějž jsou také někdy nazývány jako hamídijské masakry. Sultán tak reagoval na vzestup národnostního cítění Arménů.
Násilí vypuklo v létě roku 1894 v oblasti Sasun (v dnešním Turecku, provincii Batman). Následujícího roku se nepokoje šířily od města Trapezunt na pobřeží Černého moře na jih do téměř každého většího města s arménskou populací. Vyvrcholily vypálením arménské katedrály ve městě Urfa, v níž se ukrývaly asi tři tisíce lidí.
Celkový počet obětí již není možné přesně stanovit. Touto otázkou se důkladně zabýval mj. německý evangelický teolog a orientalista Johannes Lepsius (1858–1926), který došel zhruba k počtu 200 tisíc obětí. Podle jeho výpočtů při násilnostech zemřelo přes 88 tisíc Arménů. Dalších 100 tisíc však podle něj v důsledku těchto událostí podlehlo hladomoru a nemocem. Dále bylo zničeno dva a půl tisíce vesnic, přičemž obyvatelé asi 500 z nich byli donuceni konvertovat k islámu. Došlo ke znesvěcení asi 650 kostelů a klášterů, z nichž asi polovina byla přestavěna na mešity.